# Carabus deyrollei
Carabus deyrollei é uma espécie de insetos coleópteros pertencente à família Carabidae.
A autoridade científica da espécie é Gory, tendo sido descrita no ano de 1839.
Trata-se de uma espécie presente no território português.